# ضفدع داروين
ضفدع داروين (الاسم العلمي: Rhinoderma darwinii) ويُعرف باسم ضفدع داروين الجنوبي، هو نوع من البرمائيات يتبع فصيلة ضفادع داروين ضمن رتبة الضفادع. تم وصفه لأول مرة من قِبل عالم الأحياء الفرنسي أندريه ديميريل ومُساعده غابرييل بيبرون. سُمي ضفدع داروين بهذا الاسم نسبةً إلى تشارلز داروين والذي سبق أن اكتشفه في تشيلي في كتابه المشهور بـ«الرحلة من بيجل». وما يُميز هذا الضفدع هو امكانيته تطوير الشراغيف (صغار الضفادع) في الكيس الصوتي للذكور.

## الموطن
يتواجد ضفدع داروين في تشيلي والأرجنتين. ويسكن ضفدع داروين الغابات، والمناطق الفسيحة والمناطق القريبة من الأنهار والجداول المتدفقة البطيئة. ويمكن العثور على ضفدع داروين والذي يقطن غابات شجرة الزان والميادين، في المناطق الأكثر برودة من أمريكا الجنوبية. ضفدع داروين يمكن العثور عليه بالقرب من التيارات البطيئة والمستنقعات المنتشرة في جميع أنحاء تشيلي وعبر الحدود في الأرجنتين.

## الوصف والمظهر
يكون لونه بني أو أخضر، ويصل طوله ما بين 2.2 سم إلى 3.1 سم. ضفدع داروين لديه مظهر واضح للغاية، والذي يتخفى من خلال التحول إلى الورقة الميتة، مما يعني أنه يشعر باقتراب الحيوانات المهددة له فيقوم بالتخفي عند اقتراب الحيوانات المفترسة وحتى يزول عنه الخطر. نظراً لتشابه جسمه بالورقة الميّتة فهو يعتمد على حيلة التمويه. ضفدع داروين هو نوع صغير من الحيوانات، لديه رأس على شكل ثلاثي وخطم مدبب. واطراف جسمه تكون نحيلة وحادة على عكس أغلب أنواع الضفادع الأخرى. وعلى الرغم من وجود بعض الأحزمة التي تظهر على قدميه إلا أن هذا يساعدهم في التحرك على أرض الغابة.

## العمر والتغذية
يُعتبر ضفدع داروين مثل بقيّة الضفادع من آكلات اللحوم إذ يتغذى على مجموعة متنوعة من اللافقاريات الصغيرة بما في ذلك الحشرات والديدان والقواقع والعناكب والمفصليات. ويعيش ما بين 10 أعوام إلى 15 عاماً.

## التكاثر
تضع أنثى ضفدع داروين البيض بين أوراق الشجر، وقد يصل عدد البيض إلى أربعين بيضة في بعض الأحيان. ويتم حراستها لمدة 3 إلى 4 أسابيع. ثم يأتي ذكر الضفدع ويحمل البيوض في كيسه الصوتي ليُكمل البيض نموّه الجيني في الداخل ويفقس بعد ثلاثة أيام. ثم يستمر الصغار فترةً من الزمن داخل الكيس الصوتي. قبل أن يقوم الضفدع بقذف الصغار إلى خارج.

## التهديدات
أصبح ضفدع داروين اليوم من الأنواع المعرضة للانقراض، ويرجع ذلك إلى خسارة الموائل المناسبة لضفدع داروين؛ والناجمة عن طريق إزالة الغابات. تتسبب فقدان الموائل إلى قلة عدد ضفدع داروين بسبب إزالة الغابات، وباعتبارها العامل الرئيسي الذي يسبب تقلل عدد من الضفادع داروين في البرية. بخلاف ذلك، هناك التغيرات المناخية من زيادة الأشعة فوق البنفسجية والتي تؤثر سلباً على بقائهم على قيد الحياة. يتم سرد الضفدع داروين من الأنواع المعرضة لخطر الانقراض ومن المُحتمل أن تصبح مهددة بالانقراض في المستقبل القريب.

## روابط خارجية
- وثائقي: ذكر ضفدع داروين يقوم بقذف الصغار من كيسه الصوتي.